# ソスリコ
ソスリコ （Sosruko 、 Sosruquo 、またはSosriqwa （ オセット語: Сослан, ソスラン ; カバルド語: Сосрыкъуэ, ソースルクヮ ; カラチャイ・バルカル語: Сосурукъ, ソスルク ; アブハズ語: Сасрыҟәа, サスルクヮ ; ウビフ語: sawsərəqʷa, ソースルクヮ  ）は、ナルト叙事詩に登場するトリックスター。 

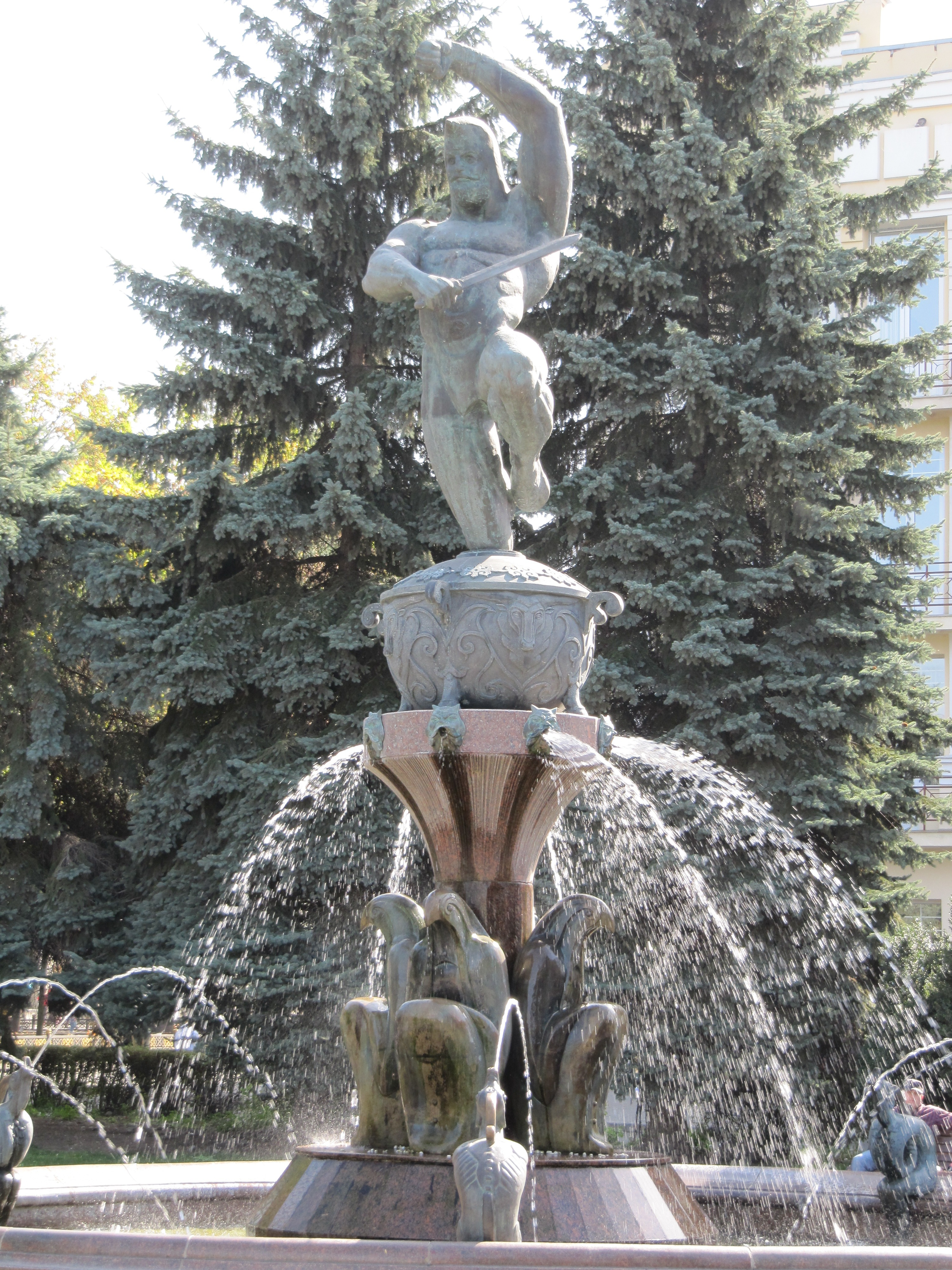
ソスラン、 ウラジカフカス

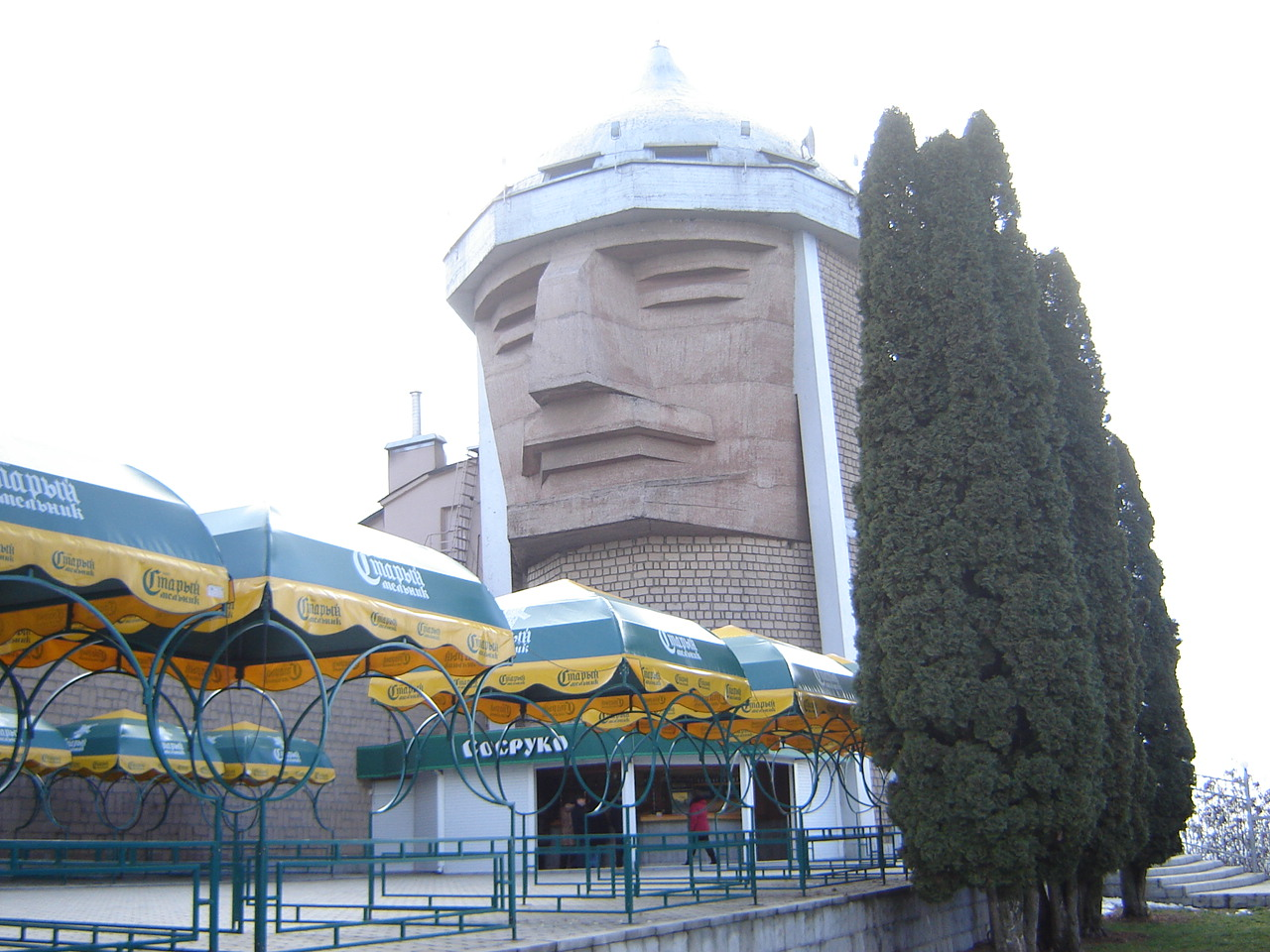
ナリチクのソスルコタワー

彼はナルト叙事詩の大英雄、彼の伝説では、川岸で裸のサタナを見た羊飼いによって受胎させられた石から生まれた。鍛冶神クルダラゴンが石を割り、赤ん坊を取り出した。サタナは名をつけ育てた。
彼は巨人を退治したり、太陽神の娘と結婚する為に難題を解決するなど、様々な冒険をこなした。自身と神馬ドゥルドゥルを所有していたとも伝えられ、愛馬と共に冥界への冒険へ出かけた際に、不死身を持つ、自身の唯一の弱点は膝だけ。ソスランというのはイラン系のオセット語族で伝えられる名であり、カフカスのチェルケス語族ではソスリコという名で伝承されている。